# Dariusz Górecki
Dariusz Maciej Górecki (ur. 21 stycznia 1946 w Poznaniu) – polski prawnik, profesor nauk prawnych, profesor zwyczajny Uniwersytetu Łódzkiego, senator VI kadencji.

## Życiorys
W 1969 ukończył studia na Wydziale Prawa Uniwersytetu Łódzkiego. W 1974 zdał egzamin sędziowski, w 1976 uzyskał uprawnienia radcy prawnego. W 1979 został doktorem nauk prawnych, w 1992 uzyskał stopień doktora habilitowanego, a w 2003 tytuł profesora nauk prawnych.
Od 1971 pracuje na Uniwersytecie Łódzkim, od 2006 na stanowisku profesora zwyczajnego. W 2002 objął kierownictwo Katedry Prawa Konstytucyjnego (poprzednio pełnił tę funkcję w latach 1996–1999) oraz Zakładu Polskiego Prawa Konstytucyjnego. W latach 1993–1996 zasiadał w Senacie UŁ, w 2002 został wiceprzewodniczącym Uczelnianej Komisji Wyborczej UŁ oraz przewodniczącym Odwoławczej Komisji Dyscyplinarnej dla Studentów. Był także członkiem komisji oceniającej nauczycieli akademickich w latach 1994–1996. Zajmował też stanowisko dziekana Wydziału Administracji w Salezjańskiej Wyższej Szkole Ekonomii i Zarządzania w Łodzi oraz kierownika Katedry Prawa Administracyjnego, Nauk Administracyjnych i Społecznych na tej uczelni.
Opublikował jako autor, współautor lub redaktor około 100 prac naukowych w tym 4 monografie, 5 skryptów, 2 podręczniki, artykuły, hasła encyklopedyczne. Kilkanaście publikacji zostało również wydanych za granicą (Czechy, Litwa, Słowacja, Włochy i Wielka Brytania). Pod jego kierunkiem powstało kilka prac doktorskich (w tym autorstwa Anny Młynarskiej-Sobaczewskiej i Konrada Składowskiego) oraz około 100 prac magisterskich. Recenzował kilkanaście rozpraw doktorskich i habilitacyjnych. Trzykrotnie powierzano mu opiniowanie programów badawczych przez Grant Agency of the Czech Republic w stosunku do zespołów badawczych Uniwersytetu Karola w Pradze.
W latach 1994–2005 był radnym rady miejskiej w Łodzi. Działał w Porozumieniu Polskich Chrześcijańskich Demokratów i Stronnictwie Konserwatywno-Ludowym – Ruch Nowej Polski. W 2005 z ramienia Prawa i Sprawiedliwości uzyskał mandat senatorski w okręgu sieradzkim. Zasiadał w Komisji Spraw Emigracji i Łączności z Polakami za Granicą oraz Komisji Regulaminowej, Etyki i Spraw Senatorskich, przewodniczył Polsko-Litewskiej Grupie Parlamentarnej. W wyborach parlamentarnych w 2007 nie ubiegał się o reelekcję.
Został członkiem Łódzkiego Społecznego Komitetu Poparcia Jarosława Kaczyńskiego w przedterminowych wyborach prezydenckich w 2010.
Od 1980 należy do NSZZ „Solidarność”. Podjął działalność w Stowarzyszeniu Polskich Chrześcijańskich Demokratów, Społecznym Komitecie Pamięci Józefa Piłsudskiego w Łodzi, Stowarzyszeniu Miłośników Wilna i Ziemi Wileńskiej. Zasiadł we władzach Polskiego Towarzystwa Prawa Konstytucyjnego, należy do Łódzkiego Towarzystwa Naukowego i Towarzystwa Naukowego Katolickiego Uniwersytetu Lubelskiego.

## Odznaczenia
Odznaczony Złotą Odznaką Uniwersytetu Łódzkiego w 1993, Złotym Krzyżem Zasługi w 1993, Medalem Facultas Iuris Et Administrationis Universitas Nicolai Coprenici w 2004, Medalem w Służbie Społeczeństwu i Nauce w 2004, Medalem Komisji Edukacji Narodowej w 2005, Medalem Libera Universita Internazionale Degli Studi Sociali w 2006.